# Karel Bojer
Karel Bojer (* 29. září 1935, Strakonice) je bývalý český silniční motocyklový závodník.

## Závodní kariéra
Získal šest titulů mistra Československa a vyhrál 21 závodů mistrovství Československa. Jezdil na motocyklech ČZ. V roce 1956 získal svůj první titul mistra republiky ve třídě do 175 cm³, prvenství zopakoval v roce 1958. Ve třídě do 125 cm³ získal mistrovské tituly v letech 1961 a 1962. První závod ve třídě do 250 cm³ vyhrál v roce 1964 v Rosicích. Poslední šestý titul mistra Československa získal v roce 1968 ve třídě do 125 cm³. V mistrovství světa debutoval v roce 1966 v Brně, kdy skončil devátý ve třídě do 125 cm³. V roce 1967 skončil v Brně ve stejné třídě na 13. místě. V roce 1969 skončil ve třídě do 250 cm³ patnáctý. V roce 1970 měl pád. Při Velké ceně Nizozemí v roce 1968 v Assenu skončil čtrnáctý. V roce 1969 při Velké ceně Německa na okruhu Hockenheimring skončil na 8. místě za Bohumilem Stašou a při Velké ceně Itálie na okruhu v Imole skončil ve třídě do 250 cm³ na 10. místě. Při Velké ceně Jugoslávie skončil ve třídě do 250 cm³ na 7. místě.

## Úspěchy
- 6x Mistr Československa
- 21 vítězství v závodech mistrovství Československa
- Mistrovství světa silničních motocyklů
  - 1969 - 52. místo do 250 cm³ - ČZ
  - 1969 - 34. místo do 350 cm³ - ČZ
  - 1970 - 38. místo do 350 cm³ - ČZ
- Grand Prix Jugoslávie 1970 okruh Opatija 7. místo do 350 cm³ - motocykl ČZ
- 300 ZGH
  - 1962 2. místo do 125 cm³
  - 1963 3. místo do 125 cm³
  - 1964 2. místo do 125 cm³
  - 1965 2. místo do 250 cm³
  - 1967 1. místo do 350 cm³
  - 1968 3. místo do 125 cm³
  - 1969 3. místo do 350 cm³
  - 1970 3. místo do 250 cm³ a 3. místo do 350 cm³